# Келлер, Митч
Митч Томас Келлер (англ. Mitch Thomas Keller; 4 апреля 1996, Сидар-Рапидс, Айова) — американский бейсболист, питчер клуба Главной лиги бейсбола «Питтсбург Пайрэтс».

## Биография
Митч Келлер родился 4 апреля 1996 года в Сидар-Рапидсе в Айове. Окончил католическую школу имени святого Ксаверия. После выпуска планировал продолжить учёбу в университете Северной Каролины, но драфте 2014 года был выбран клубом «Питтсбург Пайрэтс» и сделал выбор в пользу профессиональной карьеры. В фарм-системе команды Келлер быстро прогрессировал и к 2018 году достиг уровня AAA-лиги, на котором он играл в составе «Индианаполис Индианс». В том же 2018 году он принял участие в матче будущих звёзд. В мае 2019 года его вызвали в основной состав «Пайрэтс» и он дебютировал в Главной лиге бейсбола.
На высшем уровне его карьера развивалась не так хорошо. В регулярном чемпионате 2019 года он сыграл одиннадцать матчей стартовым питчером, заработав показатель ERA 7,91. В сокращённом из-за пандемии COVID-19 сезоне 2020 года из-за травмы ему удалось принять участие всего в пяти играх, а после возвращения в строй в 2021 году Келлер одержал только пять побед при одиннадцати поражениях с пропускаемостью 6,17.
По ходу регулярного чемпионата 2022 года Келлер начал чаще использовать слайдер и синкер, что положительно сказалось на его эффективности. Он вернулся в стартовую ротацию «Пайрэтс» и завершил сезон с пропускаемостью 3,91.